# جامع الطاووسية
جامع الطاووسية جامع أثري في دمشق، سوريا اسمه قديماً الخانقاه اليونسية.

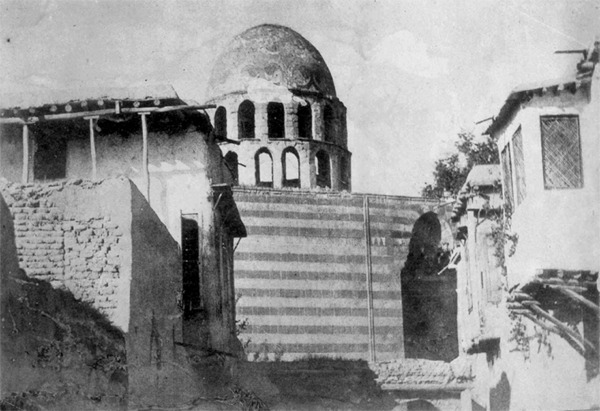
صورة تعود للعام 1855 من تصوير أنونيم فرانسيس

## موقعه
يقع جامع الطاووسية في شارع بورسعيد بدمشق ويطل على منطقة البحصة، بجانبه كثير من المباني الحديثة حالياً.

## بناؤه
بني في العصر المملوكي سنة 784 هجرية من قبل الأمير الكبير الشرقي يونس دوادار الظاهر برقوق كما هو مكتوب على باب الجامع، ولم يبق من آثار الخانقاه اليوم إلا الواجهة المطلة على البحصة وما عداها، وتم تجديده سنة 1931 ميلادية.

## معالمه
صحن الجامع مفروش بالموزاييك الحديث وفي وسطه بركة ماء صغيرة وفي جنوبه رواق يصعد إليه بست درجات، والجهة القبلية فيها أربع نوافذ تطل على الرواق وباب من خشب الجوز ومنبر خشبي ومحراب حديث من حجر أبيض ومزي وقد اُستعملت حجارة الضريح القديمة في بناء هذا المحراب بعد أُن أُزيل ماكان عليها من كتابة وإلى شرقي المحراب قبة الضريح ولها 16 كوة ومن فوقها 16 كوة أخرى وقد أزيل القبر وضمت القبة إلى القبلية ونقل القبر إلى غرفة تحت أرض القبلية ، ويجاور الجسر جامع الطاووسية كثير من المباني التي سميت بمباني الطاووسية، وأسست قبل أكثر من نصف قرن، والتي تحيط بالجسر، ويمكن مشاهدته من شرفاتها.
له بابان أحدهما من منطقة البحصة وهو الباب الكبير القديم وباب صغير حديث من شارع الملك فؤاد، وباب البحصة عال فيه زخارف ومقرنصات بديعة آخذة في الانهدام وإلى جانبي الباب واجهة متينة حسنة الزخرفة من حجارة سوداء وبيضاء فيها شباكان أحدهما مشرف على الصحن وتحته سقاية والآخر مشرف على المسجد.